# Eemiano

Dois registos de temperatura em núcleos de gelo; o Eemiano está a uma profundidade de cerca de 1500-1800 metros no gráfico inferior.

O Eemiano (também chamado de Sangamoniano, Ipswichiano, Mikulin, Kaydaky, Valdivia, Riss-Würm) foi o período interglacial que teve início há cerca de 130 000 anos atrás e acabou há cerca de 115 000 anos atrás. Corresponde ao Estádio Isotópico Marinho 5, Foi a transição do segundo para o último período glacial da corrente Idade do Gelo, sendo o mais recente o Holoceno, que se estende até aos dias de hoje. Pensa-se que o clima do Eemiano tenha sido em média mais quente que o do Holoceno.  Foi neste período interglacial que decorreu na Europa a indústria lítica Musteriense, com a ocupação do Homem de Neanderthal.
O Eemiano é conhecido como Ipswichiano no Reino Unido, como o interglacial Mikulin na Rússia, o interglacial Valdivia no Chile e o interglacial Riss-Würm nos Alpes. Dependendo da forma como uma específica publicação define cada um destes estádios, o Eemiano equivale parcial ou totalmente a este.

## Clima

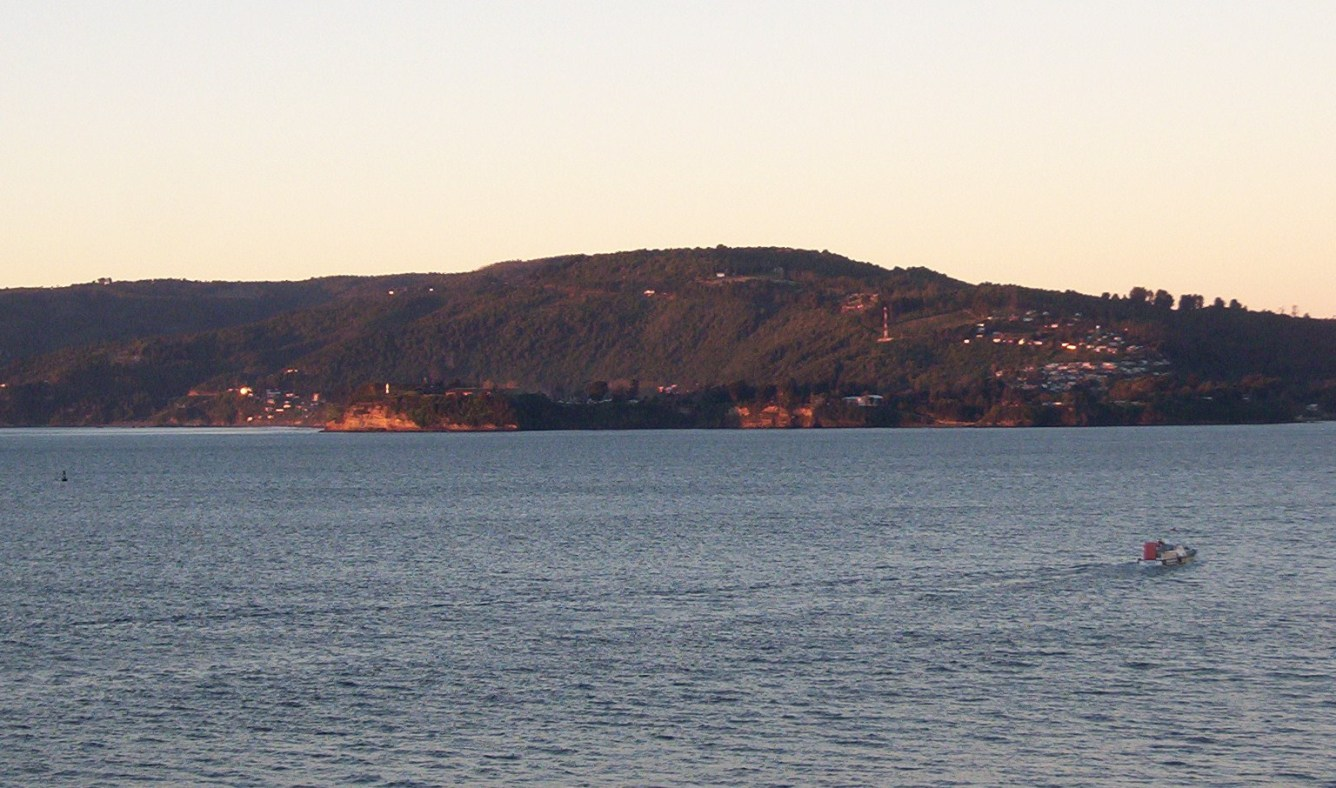
Vista dos terrenos costeiros datados do Eemiano em Niebla perto de Valdivia, no Chile.

### Temperaturas globais
Pensa-se que o clima Eemiano tenha sido tão estável quanto o do Holoceno. Mudanças nos parâmetros orbitais da Terra em relação aos dias de hoje (maior obliquidade e excentricidade, e periélio), conhecidas como ciclos de Milankovitch, conduziram provavelmente a maiores variações sazonais de temperatura no Hemisfério norte, ainda que as temperaturas médias globais anuais tivessem sido provavelmente semelhantes às do Holoceno. O pico de temperaturas mais altas do Eemiano terá ocorrido há 125 000 anos atrás, quando as florestas se estenderam o máximo para norte, até ao Cabo Norte, na Noruega (que é atualmente tundra), bem acima do Círculo Ártico a 71° 10′ 21″ N, 25° 47′ 40″ L. Árvores de madeira dura como aveleiras e carvalhos disseminaram-se tão a norte quanto Oulu, na Finlândia.
No auge do Eemiano, os invernos do hemisfério norte eram, em termos gerais mais quantes e húmidos que atualmente, ainda que algumas áreas fossem ligeiramente mais frescas que hoje. Os hipopótamos distribuíam-se para norte até aos rios Reno e Tâmisa. As árvores estendiam-se para norte até ao sul da Ilha de Baffin no Arquipélago Ártico Canadiano: atualmente, o limite setentrional é mais a sul, em Kuujjuaq no norte do Quebec. A costa do Alasca era suficientemente quente durante o verão, devido ao reduzido gelo marítimo no Oceano Ártico para permitir que a  Ilha de São Lourenço (atualmente, tundra) apresentasse floresta boreal, apesar da precipitação inadequada causada por uma redução da cobertura florestal no interior do Alasca e Território Yukon,apesar de condições mais amenas. A fronteira pradaria-floresta nas Grandes Planícies dos Estados Unidos da América estendiam-se mais para ocidente, perto de Lubbock, no Texas, quando a fronteira atual é aproximadamente junto de Dallas.  O período encerrou com as temperaturas a descer de forma consistente para condições mais frias e secas que as atuais, com uma época árida de 468 anos de duração na Europa Central, tendo retornado um período glacial há 114 000 anos atrás.
Kaspar et al. (GRL, 2005) realizaram uma comparação de um Modelo de Circulação Geral acoplado com temperaturas eemianas reconstituídas para a Europa. A Europa Central (norte dos Alpes) teria temperaturas 1–2 °C mais quentes que no presente; a sul dos Alpes, as condições seriam 1–2 °C mais frias que atualmente. O modelo (gerado com a utilização de concentrações observadas de gases de efeito de estufa e parâmetros orbitais do Eemiano) reproduz na generalidade estas observações, levando-os a concluir que estes fatores são suficientes para explicar as temperaturas deste período.

## Nível do mar

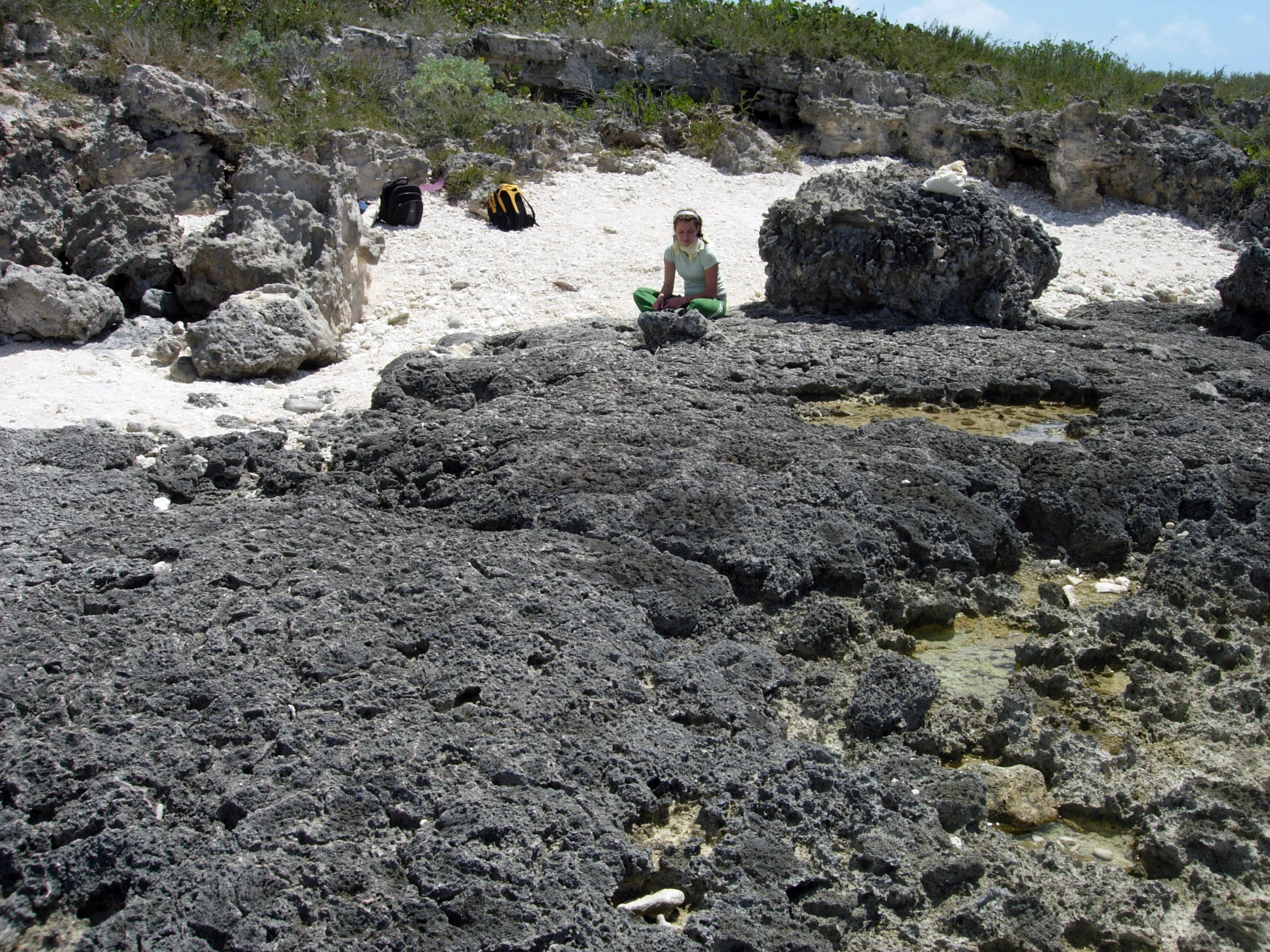
Plataforma de abrasão eemiana num recife de coral na Grande Inagua, nas Bahamas. Vê-se em primeiro plano corais truncados pela erosão; atrás da geóloga encontra-se uma coluna coral pós-erosão que se desenvolveu à superfície depois do nível do mar ter subido de novo.

O nível máximo do mar seria provavelmente 6 a 9 m mais alto que hoje, com a Gronelândia a contribuir com 0,6 a 3,5 m, com a expansão termal e os glaciares de montanha a contribuir para mais de um metro, e com contribuição incerta da Antártida. Pensa-se que a temperatura média global da superfície do mar terá sido mais altas que no Holoceno, mas não o suficiente para explicar a subida do nível do mar apenas graças à sua expansão termal, pelo que também terá ocorrido fusão do gelo das calotas polares. Como o nível médio da água do mar desceu depois do Eemiano, recifes fósseis de coral tornaram-se comuns nos trópicos, especialmente nas Caraíbas e ao longo da costa do Mar Vermelho. Estes recifes contêm plataformas de abrasão internas que demonstram uma instabilidade significativa no nível da água do mar durante o Eemiano.
Um estudo de 2007  aponta para a evidência de que o sítio Dye 3 no núcleo de gelo da Gronelândia terá sofrido glaciação durante o Eemiano, o que implica que a Gronelândia pode ter contribuído no máximo com 2 metros para a subida do nível do mar. A Escandinávia era, na altura, uma ilha devido à inundação de vastas áreas do  norte da Europa e da Planície Ocidental Siberiana.

## Definição do Eemiano

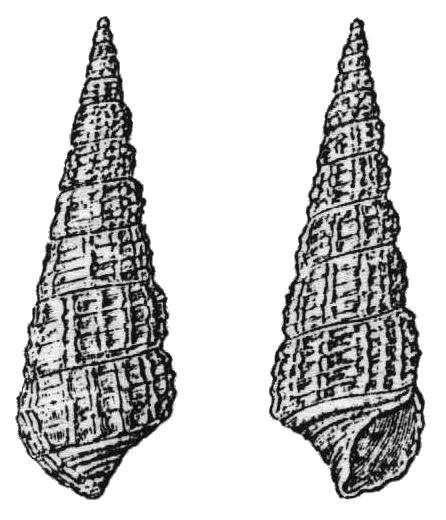
Desenho de Bittium reticulatum, por Harting (1886), referido por este como sendo 'fóssil caraterístico' do Eemiano.

O estádio Eemiano foi primeiramente reconhecido devido ao estudo de material geológico de furos na área da cidade de Amersfoort, nos Países Baixos, por Harting (1875). Designou os horizontes estratigráficos de "Système Eémien", em referência ao rio Eem, que passa junto de Amersfoort. Harting notou que a coleção de moluscos marinhos era muito diferente da fauna moderna do Mar do Norte. Muitas espécies das camadas eemianas apresentam hoje em dia uma distribuição mais meridional, estendendo-se do sul do Estreito de Dover até Portugal (província faunística Lusitaniana) ou até mesmo até ao Mediterrâneo (província faunística mediterrânica). Mais informações sobre estas coleções de moluscos foram dadas por Lorié (1887), e Spaink (1958). Depois das suas descobertas, os horizontes eemianos nos Países Baixos têm sido primeiramente reconhecidos graças ao seu conteúdo a nível de moluscos marinhos combinado com a sua posição estratigráfica e paleontológica. Os horizontes marinhos sobrepõem-se frequentemente a tilitos que têm sido datados do Saaliano, e subjazem a depósitos eólicos ou de água corrente do  Weichseliano. Em contraste, por exemplo, com os depósitos na Dinamarca, não há registo de os depósitos eemianos na área tipo terem sido sobrepostos por tilitos, nem de terem sido deslocados por gelo.

Van Voorthuysen (1958) descreveu os foraminíferos do sítio-tipo, enquanto que Zagwijn (1961) estudou a palinologia, proporcionando uma subdivisão deste estádio em estádios polínicos. No final do século XX, O sítio-tipo  foi novamente investigado, usando dados antigos e recentes numa abordagem multidisciplinar (Cleveringa et al., 2000). Ao mesmo tempo, um parastratotipo foi selecionado na bacia glacial de Amesterdão nas escavações do Terminal de Amesterdã sujeito também a investigação multidisciplinar (Van Leeuwen, et al., 2000). Estes autores apresentaram ainda uma datação urânio-tório para depósitos do Eemian superior destas escavações de 118 200 ± 6 300 anos atrás. Bosch, Cleveringa e Meijer fizeram ainda em 2000 uma síntese histórica da investigação sobre o Eemiano holandês.

## Outras leituras
- Bosch, J. H. A.; Cleveringa, P.; Meijer, T. (2000). «The Eemian stage in the Netherlands: history, character and new research» (PDF). Geologie en Mijnbouw / Netherlands Journal of Geosciences. 79 (2/3): 135–145. Arquivado do original (PDF) em 22 de dezembro de 2009
- Cleveringa, P., Meijer, T., van Leeuwen, R.J.W., de Wolf, H., Pouwer, R., Lissenberg T. and Burger, A.W., 2000. The Eemian stratotype locality at Amersfoort in the central Netherlands: a re-evaluation of old and new data. Geologie & Mijnbouw / Netherlands Journal of Geosciences, 79(2/3): 197–216.
- Harting, P., 1875. Le système Éemien Archives Néerlandaises Sciences Exactes et Naturelles de la Societé Hollandaise des Sciences (Harlem), 10: 443–454.
- Harting, P., 1886. Het Eemdal en het Eemstelsel Album der Natuur, 1886: 95–100.
- Overpeck, Jonathan T.;  et al. (2006). «Paleoclimatic Evidence for Future Ice-Sheet Instability and Rapid Sea-Level Rise». Science. 311 (5768): 1747–1750. Bibcode:2006Sci...311.1747O. PMID 16556837. doi:10.1126/science.1115159
- Lorié, J., 1887. Contributions a la géologie des Pays Bas III. Le Diluvium plus récent ou sableux et le système Eémien Archives Teyler, Ser. II, Vol. III: 104–160.
- Müller, Ulrich C.;  et al. (2005). «Cyclic climate fluctuations during the last interglacial in central Europe». Geology. 33 (6): 449–452. Bibcode:2005Geo....33..449M. doi:10.1130/G21321.1
- Spaink, G., 1958. De Nederlandse Eemlagen, I: Algemeen overzicht. Wetenschappelijke Mededelingen Koninklijke Nederlandse Natuurhistorische Vereniging 29, 44 pp.
- Van Leeuwen, R.J., Beets, D., Bosch, J.H.A., Burger, A.W., Cleveringa, P., van Harten, D., Herngreen, G.F.W., Langereis, C.G., Meijer, T., Pouwer, R., de Wolf, H., 2000. Stratigraphy and integrated facies analysis of the Saalian and Eemian sediments in the Amsterdam-Terminal borehole, the Netherlands. Geologie en Mijnbouw / Netherlands Journal of Geosciences 79, 161–196.
- Van Voorthuysen, J.H., 1958. Foraminiferen aus dem Eemien (Riss-Würm-Interglazial) in der Bohrung Amersfoort I (Locus Typicus).  Mededelingen Geologische Stichting NS 11(1957), 27–39.
- Zagwijn, W.H., 1961. Vegetation, climate and radiocarbon datings in the Late Pleistocene of the Netherlands. Part 1: Eemian and Early Weichselian. Mededelingen Geologische Stichting NS 14, 15–45.